# The Cook's Mistake
The Cook's Mistake è un cortometraggio muto del 1915 diretto da Will Louis.

## Produzione
Il film fu prodotto dalla Edison Company.

## Distribuzione
Distribuito dalla General Film Company, il film - un cortometraggio in una bobina - uscì nelle sale cinematografiche USA il 14 aprile 1915.